# Michel Yacoubovitch
Michel Yacoubovitch – francuski judoka.
Brązowy medalista mistrzostw Europy w 1963. Drugi na mistrzostwach Francji w 1966 roku.